# Кантор, Джейкоб
Джейкоб Роберт Кантор (8 августа 1888, Гаррисберг — 1984[…], Чикаго) — американский психолог-теоретик. Известен созданием концепции, названной им интербихевиоральной психологией, или интербихевиоризмом. В своей книге «Объективная психология грамматики» (1936) ввёл термин психолингвистика.

## Биография
Родился в Харрисберге, штат Пенсильвания. Отец — Джулиус Кантор, немецкий ортодоксальный раввин, мать — литовка, недавно иммигрировавшая в США. Изучал химию в университете Чикаго, но затем перешёл на психологию. В 1914 году получил диплом бакалавра, в 1917 году получил звание доктора философии (PhD) и был оставлен преподавателем в университете, где проработал с 1917 по 1920 годы. Затем занял должность профессора в университете штата Индиана, где проработал в течение 39 лет. В 1937 году основал журнал The Psychological Record.
В 1959 году вышел на пенсию, но продолжал преподавать в качестве приглашенного профессора в Нью-Йоркском университете и университете штата Мэриленд.

## Вклад в психологию
Является автором 20 книг и более 120 статей. Наибольшим научным вкладом Кантора считается применение в психологии объективных методов, то есть таких же, какие применяются в других естественных науках: биологии, химии и физике. Кантор применял методы объективной психологии в областях социальной психологии и поведенческой психологии. Также является автором многочисленных трудов по философии науки.

## Интербихевиоризм
Первоначально Кантор назвал свою систему  Органистической психологией (Organismic Psychology), но во время публикации первого тома монографии Принципы психологии (Кантор, 1924) придумал новое название — интербихевиоральная психология или просто интербихевиоризм. Работая в университете Чикаго, Кантор испытал сильное влияние Джона Дьюи, Джеймса Эйнджела и Джорджа Медовухи. Кроме того, на Кантора произвело сильное впечатление развитие теории относительности в физике. Опираясь на эти идеи, Кантор создал систему методов в психологии, которую он назвал натуралистической.
Кантор использовал свою новую концепцию в различных отраслях психологии, а также в других дисциплинах, связанных с психологией. Основными направлениями, которые Кантор подверг анализу методами интербихевиоризма, стали: социальная психология, физиологическая психология и логика. Кроме того, Кантор ввел термин психолингвистика (впервые использован в 1936 году в книге Объективная психология грамматики). Термин стал широко известен после публикации в 1946 году статьи ученика Кантора — Николая Пронько.

## Семья
Кантор был женат на Хелен Рич. Их дочь Элен Кантор (1919—1993) стала известным археологом и профессором Восточного Института Чикагского университета.